# 汪世傑
汪世杰（1865年—1948年），四川省嘉定府犍为县（今属乐山市井研县三江镇）人，晚清政治人物，进士出身，历任刑部河南司主稿主事、刑部郎中，奉天知府，奉天按察使，封忠宪大夫。曾参与“公车上书”。清朝灭亡后，先后寓居北京、上海、武汉、成都等地，1948年在成都病逝。
光緒二十一年（1895年），参加光緒乙未科殿試，登進士二甲65名。同年五月，以主事分部学习。